# یوهان بیلینگی
یوهان بیلینگی (انگلیسی: Yohan Bilingi؛ زادهٔ ۱ فوریهٔ ۱۹۹۹) بازیکن فوتبال اهل فرانسه است که در پست مدافع میانی بازی می‌کند.
او در باشگاه‌های گنگام و دانکرک بازی کرده است.
وی همچنین در تیم ملی فوتبال زیر ۱۹ سال فرانسه بازی کرده‌است.